# Vosek
Vosek je národní přírodní památka ve Švihovské vrchovině. Nachází severně od města Rokycany v katastrálních územích Osek u Rokycan a Volduchy v okrese Rokycany. Předmětem ochrany je paleontologické naleziště křemenných konkrecí se zkamenělinami, které se nazývají rokycanské kuličky.

## Historie
Nejstarší sběry fosilií v prostoru chráněného území pochází z doby okolo roku 1840 a mimo jiné se na nich podílel Joachim Barrande. Krajina je dlouhodobě využívána k zemědělství, ale ani novodobá intenzivní zemědělská činnost neohrožuje předmět ochrany. Orba však uvolňuje a vynáší zkameněliny na povrch a činí tak lokalitu atraktivní pro jejich sběratele, kteří mohou intenzivními sběry a následným obchodem fosilie v národní přírodní památce vyčerpat.
Chráněné území vyhlásil rokycanský okresní národní výbor dne 5. září 1989 v kategorii chráněný přírodní výtvor. Přírodní památka je v Ústředním seznamu ochrany přírody evidována pod číslem 1162. Jižní část národní přírodní památky byla zničena při výstavbě dálnice D5, a proto existuje návrh na nové vyhlášení chráněného území, které by respektovalo dochovaný stav.

## Přírodní poměry
Chráněné území měří 75,7329 hektarů a nachází se v nadmořské výšce 376–408 metrů v katastrálních územích Osek u Rokycan a Volduchy.

### Geologie a paleontologie
Vosek leží v oblasti blanické brázdy Barrandienského paleozoika. Zdejší horniny pochází z období mladšího proterozoika, kambria, ordoviku a třetihor. Geologická mapa uvádí v chráněném území jílovité břidlice šáreckého souvrství ze spodního ordoviku, ale na lokalitě nebyly zjištěny. Při hluboké orbě vystupují na povrch šedé břidlice Klabavského souvrství, v nichž se v malém množství vyskytují fosilie inartikulárních ramenonožců (Brachiopoda). Ve vzdálenosti sto metrů východně od silnice z Volduch do Rokycan se vyskytují rozpukané břidlice s povlaky hydroxidů železa a manganu a úlomky tufitických hornin s miskami ramenonožce Celdobolus complexus. Také tato část pravděpodobně patří ke Klabavskému souvrství, čemuž nasvědčuje výskyt řídce roztroušených pelosideritových ooidů. Mezi silnicemi Rokycany–Osek a Rokycany–Volduchy byly vrty získány černé břidlice dobrotivského souvrství s jejich typickými fosiliemi, z nichž nejhojnější je ramenonožec Benignites primulus.
Křemité kulovité konkrece, které se zvětráváním uvolňují z břidlic, se označují jako rokycanské kuličky. Kromě nich a ramenonožců se na polích nalézají zkameněliny trilobitů, měkkýšů (Mollusca) a dalších skupin. K velmi dobře zachovaným patří fosilie hvězdic (Asteroidea) a hadic (Ophiuroidea). Celkem bylo na Voseku nalezeno přes 150 druhů fosilií.

### Geomorfologie, půdy

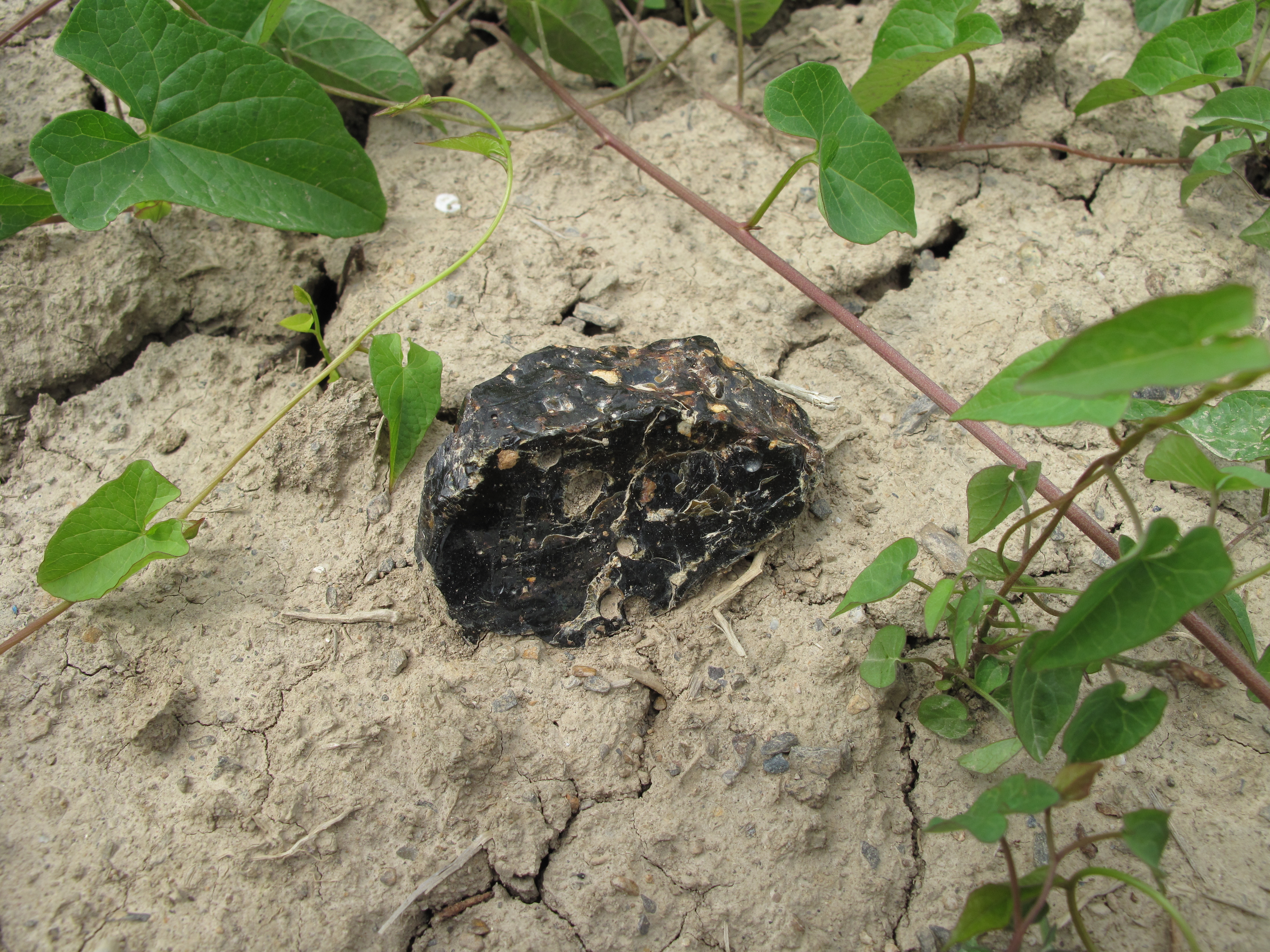
Struska v půdě

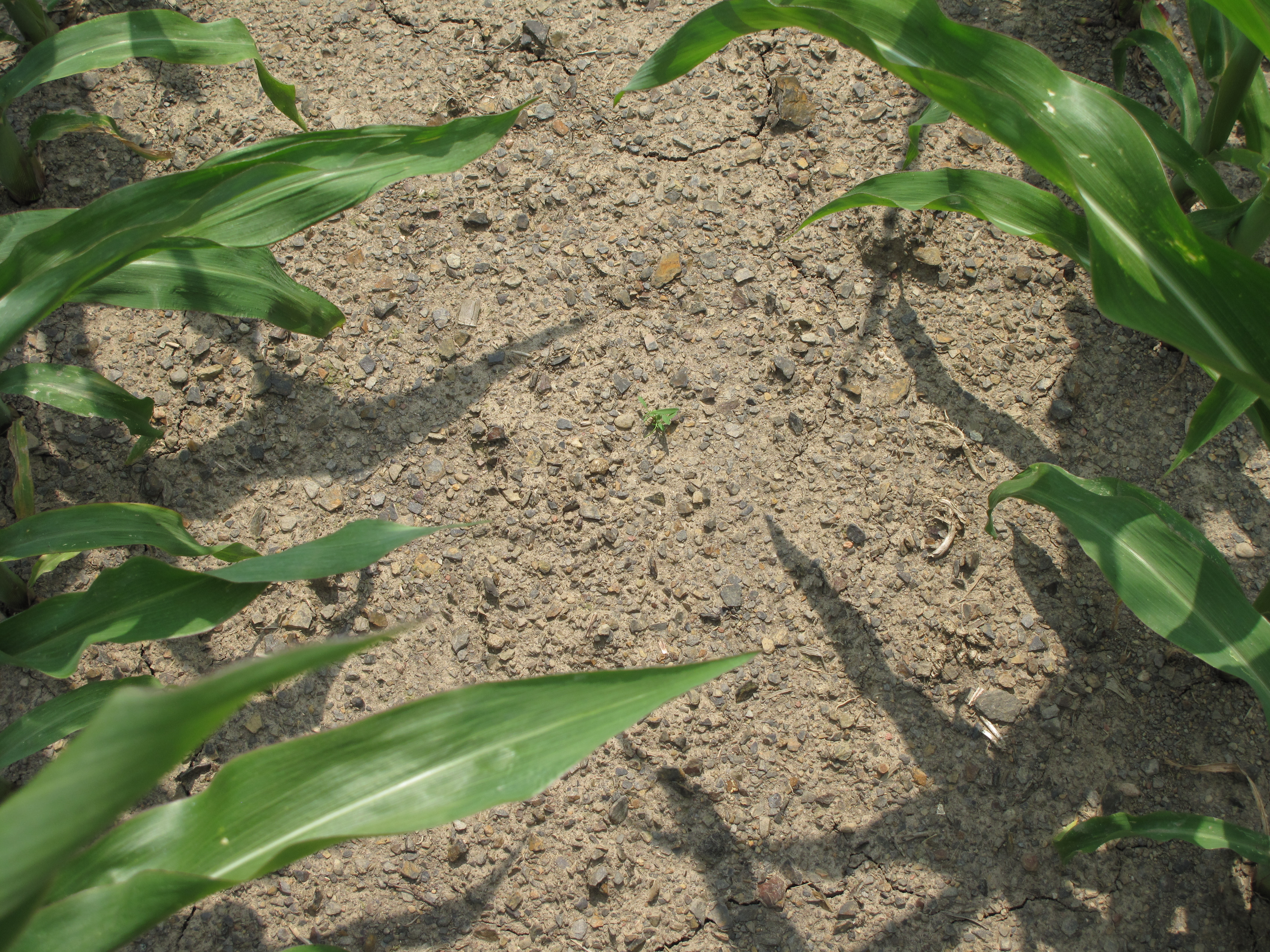
Povrch půdy

V geomorfologickém členění Česka leží lokalita v celku Švihovská vrchovina, podcelku Rokycanská pahorkatina a v okrsku Rokycanská kotlina. Povrch se formoval během pleistocénu, ale konečná podoba je výsledkem holocenních procesů. Tvoří jej mírně až velmi mírně ukloněné svahy erozně denudačního původu. Hlavním činitelem, který se podílel na jejich modelování, je proudící voda ve formě ronu. V severní části území se ve směru východ–západ táhne návrší Hůrky s nadmořskou výškou 406,7 metru. Na podložních horninách se vyvinuly převažující půdní typy kambizem typická a kambizem pseudoglejová, ale ve vlhčích místech vznikl pseudoglej typický. V západní části se nachází malá plocha, kde na spraši vznikla hnědozem typická.

### Vodstvo, podnebí
Vodu z chráněného území odvádí Voldušský potok a jeho bezejmenný levostranný přítok. Voldušský potok se asi o kilometr dále na jihozápad vlévá do vodní nádrže Klabava na říčce Klabavě, a patří tedy k povodí Berounky.
V rámci Quittovy klasifikace podnebí se chráněné území nachází v mírně teplé oblasti MT10, pro kterou jsou typické průměrné teploty −2 až −3 °C v lednu a 17–18 °C v červenci. Roční srážkový úhrn je 600–700 milimetrů. Počet mrazových dnů je 110–130, zatímco počet letních dnů se pohybuje mezi čtyřiceti a padesáti.

### Flóra a fauna
Na pozemcích národní přírodní památky probíhá zemědělská činnost a pěstují se pšenice, žito, kukuřice nebo brambory. Z chráněných druhů živočichů podle vyhlášky 395/1992 Sb. byl na okrajích polí zaznamenán výskyt jednotlivých exemplářů středně ohrožené ještěrky obecné (Lacerta agilis) a ohrožené koroptve polní (Perdix perdix). Kromě nich na lokalitě pravidelně hnízdí skřivan polní (Alauda arvensis) a poštolka obecná (Falco tinnunculus). Nepravidelně zde hnízdí také čejka chocholatá (Vanellus vanellus).
Chráněné území slouží také jako migrační koridor a loviště pro druhy ptáků jako moták pochop (Circus aeroginosus), moták pilich (Circus cyaneus), luňák červený (Milvus migrans) nebo luňák hnědý (Milvus milvus).

## Přístup
Chráněné území je volně přístupné a přímo přes něj vede silnice silnice II/232 z Oseka do Rokycan a silnice III. třídy, která z ní odbočuje do Volduch.